# Igarka
Igarka é uma cidade da Rússia, que está localizada no Krai de Krasnoiarsk, à margem do rio Ienissei, na zona do Permafrost. Está ao norte do Círculo Polar Árctico e tem porto acessível para navios marinhos.